# Paulo Rogério
Paulo Rogério (São Paulo, 23 de outubro de 1971) é um saxofonista, professor e intérprete brasileiro.

## Biografia

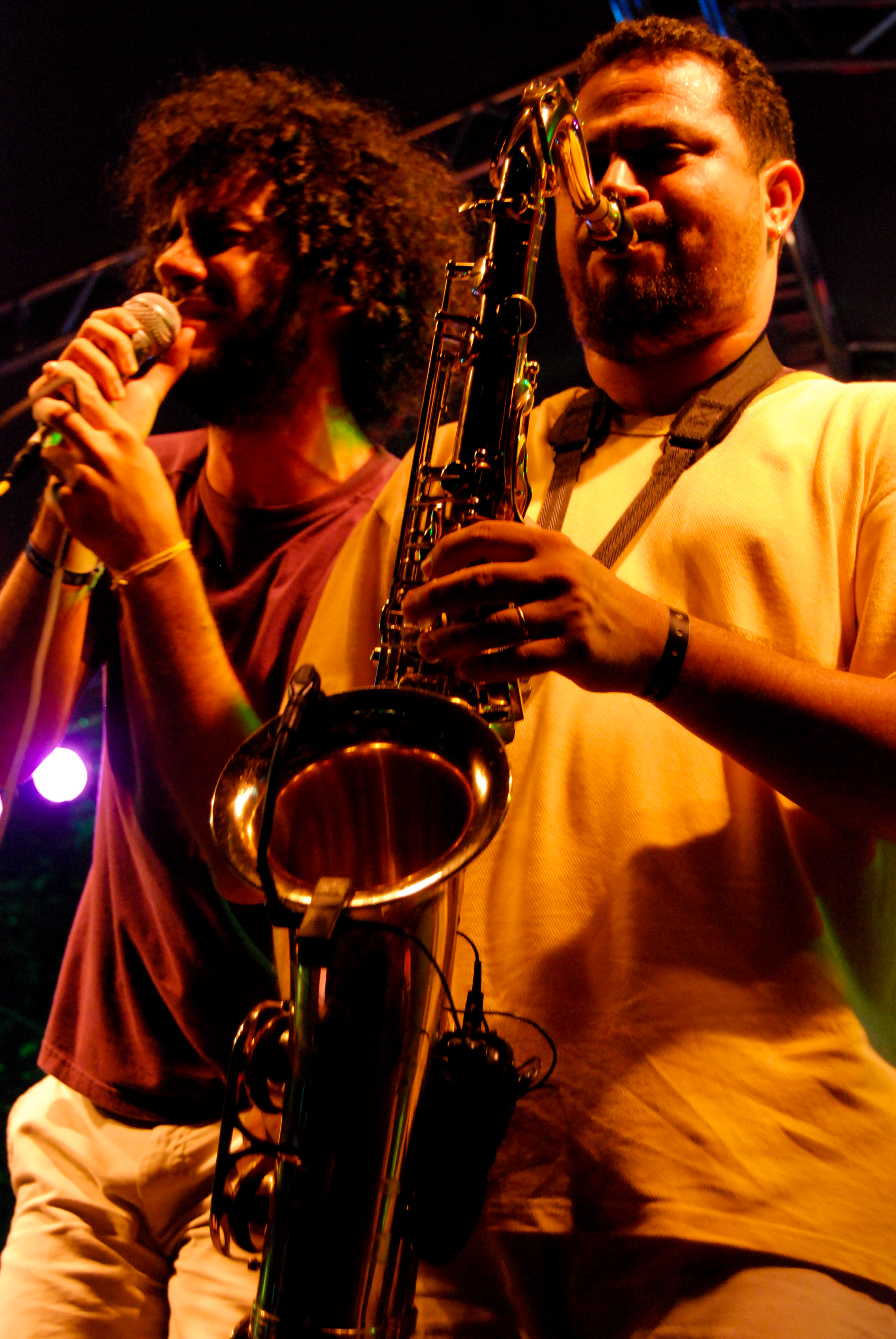
Foto de Paulo Rogério e de André Gonzáles, integrantes da Banda Móveis Coloniais de Acaju

Aos cinco anos foi para o Distrito Federal por motivo de trabalho do pai, iniciando, então, sua carreira nessa região. Aos 17 anos, Paulo teve seu primeiro contato com o saxofone, na Banda de Música do Centro Educacional 01 de Planaltina, no Distrito Federal. Ingressou na Universidade de Brasília em 2001, onde estudou com o mestre Vadim Arsky. Em 2005, formou-se na Universidade de Brasília com bacharelado em Música (Saxofone) e, um ano depois, obteve a licenciatura pela Universidade Católica de Brasília.
Participou do 28º e 29º Curso Internacional de Verão da Escola de Música de Brasília, respectivamente no ano 2006 e 2007, tendo como mestre o saxofonista Sérgio Galvão.
Paulo é integrante da emergente banda Móveis Coloniais de Acaju, na qual ingressou em fevereiro de 2002, onde toca exclusivamente sax tenor; além disso, trabalha na administração e setor de vendas da mesma.

## Discografia
Com o grupo Móveis Coloniais de Acaju, Paulo gravou três CDs:
- Móveis Coloniais de Acaju (EP) - 2002
- Idem - 2005
- C mpl te - 2009, considerado o 4° melhor disco do ano de 2009[carece de fontes?]

## Shows e eventos
Pela banda, iniciou suas apresentações em pequenos eventos como:  festas de centros acadêmicos, shows de rock, heavy metal e reggae. Com a ascensão da banda, passou a se apresentar em vários Festivais nacionais - Brasília Music Festival, Porão do Rock (Brasília), Curitiba Rock Festival, Festival de MPB, Festival Planeta Terra e na Feira Música Brasil - PE, dentre outros, além do evento internacional Festival Pukkelpop em 2008, que contou com a participação de bandas renomadas como Metallica e The Killers, e ocorreu durante a primeira turnê internacional realizada pelo Móveis com passagem pela Bélgica, Suíça, Alemanha e República Tcheca. Também participou com os demais integrantes de entrevistas e tocou em  alguns programas de TV: Altas Horas, Programa do Jô e Som Brasil, em homenagem a Raul Seixas.

## Instrumento
Seu setup é um sax tenor Selmer Super Action série II; as palhetas que tem utilizado são Vandoren Java 3.5 e Zonda 3.5 e acompanhadas da boquilha Noberto 7, modelo Dukoff Califórnia Antiga.

## Outras experiências profissionais
Já tocou em várias bandas de bailes no Distrito Federal e acompanhou outros artistas, além de atuar como músico de estúdio.
É professor de música, e as primeiras experiências informais com o ensino iniciaram-se no ano de 1997.